# 大内氏遺跡凌雲寺跡

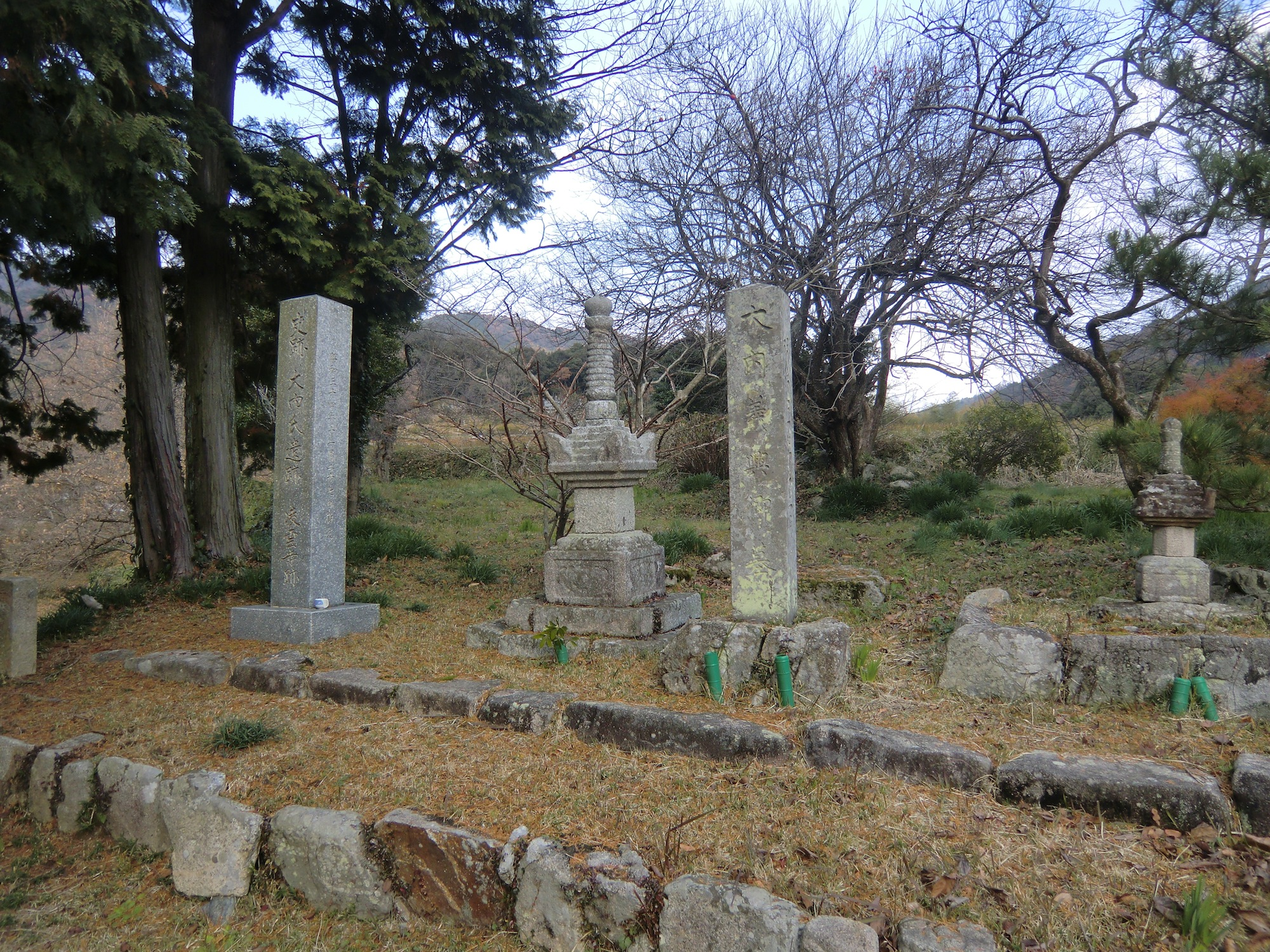
大内義興の墓

大内氏遺跡凌雲寺跡（おおうちしいせきりょううんじあと）は、山口県山口市にある、周防国の戦国大名大内氏の当主大内義興の菩提寺であった凌雲寺の遺跡である。国の史跡。

## 概要
吉敷川上流の山間部の南に伸びる舌状台地に建てられていた寺院跡。台地の南端を東西に横切る長い石垣が残っている。大内氏滅亡後から平成の世に至るまで、実地調査が行われてこなかったため、寺院の詳細の一切が不明という「幻の寺」でもあった。

## 遺構
石垣は寺の惣門の遺構と伝えられ、長さ：約60 m、高さ：3 m、幅：2 mの大規模な石垣である。また、その構えから通常の寺院としてのみの役割だけではなく、有事の際には城郭としても機能する城郭寺院であったと推定されている。日本の石垣は土手に石を積んで造られることが多いのに対して、凌雲寺の石垣は、大きな石を両面に積み上げて隙間を小石で埋める構造になっており、朝鮮半島の城や、沖縄のグスクの石垣に類似している。このことから、大内氏が朝鮮半島等と盛んに交流していた影響がうかがえる。
史跡指定区域内には、大内義興の墓及び義興夫人の墓と伝えられる2つの宝篋印塔と開山塔、併せて大小3基の石塔が残っている。
その他の遺構については、一帯が水田とされた際に柱穴や礎石の類が破壊され、伽藍や本堂等の配置の確認は難しいとされる。発掘された表層部からは焼けた土や炭も出土しており、凌雲寺の最期がどのようなものであったか解明すべく、発掘調査が続けられている。

## 沿革
凌雲寺は大内義興を開基として、永正4年（1507年）頃、了庵桂悟が開山。大内義興の菩提寺となり、義興死後（享禄元年（1529年）12月20日病没）に墓所が作られる。
天文9年（1540年）12月20日には義興の十三回忌が凌雲寺で営まれている。廃寺となった時期は不明であるが、大内義長の死による大内氏滅亡後ではないかと推定されている。
昭和34年（1959年）11月27日、「大内氏遺跡」の附（つけたり）として国の史跡に指定される。
平成19年（2007年）9月、奈良文化財研究所と共同で地下探査が行われ、平成22年（2010年）から発掘調査が行われる。第一次調査では1,000点以上の遺物が出土し、大内菱の紋が入った軒丸瓦等が出土し、大内義興時代の創建であることが裏付けられた。第二次調査では現在の3mの石垣の上部1.5mは後年、水田とするために積み増した可能性が指摘されている。また寺院の惣門跡の調査では石積みの階段が出土、階段の幅が4mであったことも判明した。

## 参考資料
- 山口市史
- 山口新聞「参道の階段遺構を確認　山口・凌雲寺跡」（2011年3月26日掲載）
- [リンク切れ]凌雲寺第1次発掘調査現地説明会資料